# Lancer protocolaire

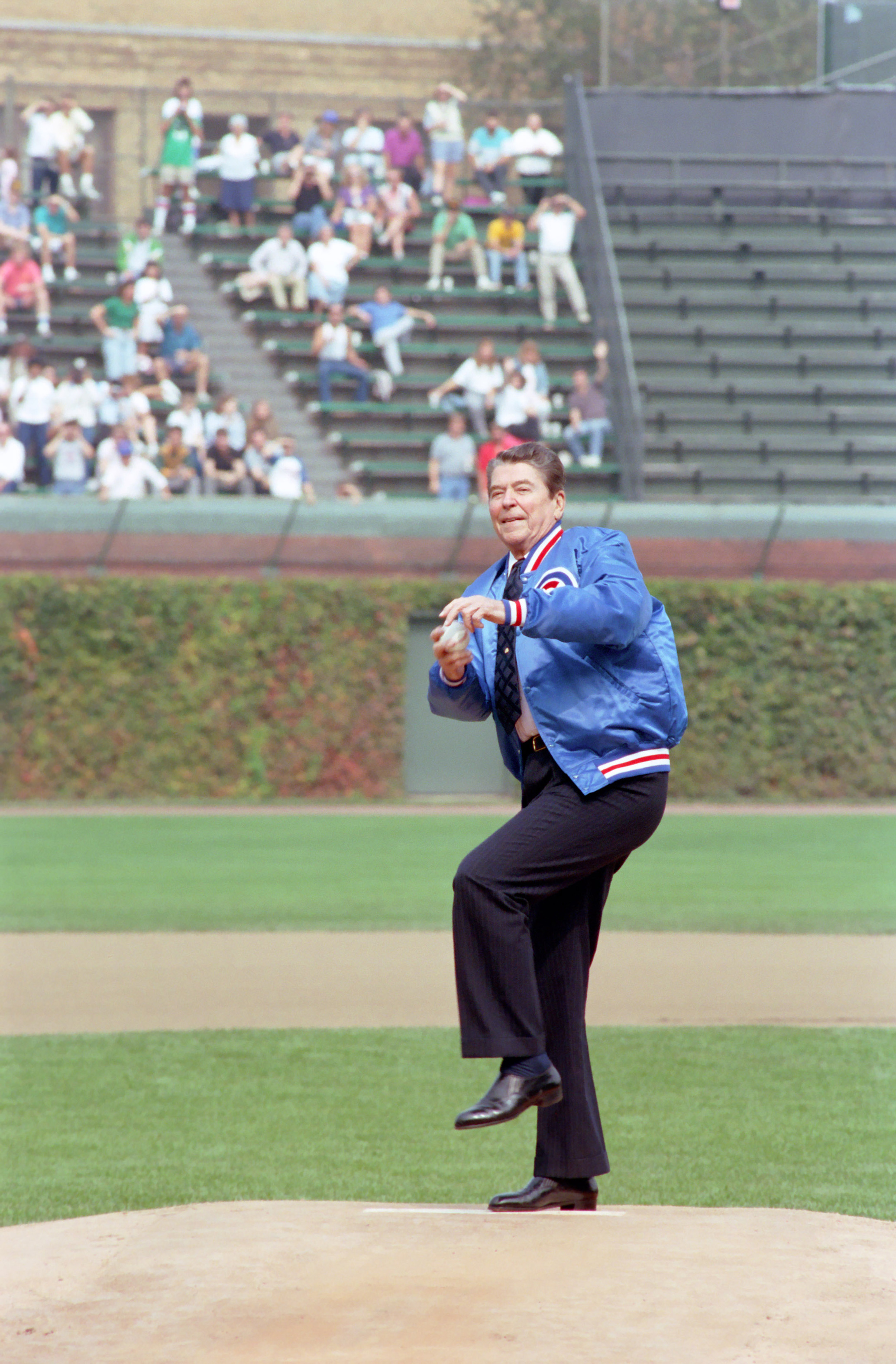
Le président des États-Unis Ronald Reagan effectuant le premier lancer pour les Cubs de Chicago au Wrigley Field, en 1988.

Le lancer protocolaire, ou premier lancer, est une tradition dans le baseball nord-américain au cours de laquelle un invité d'honneur, en position de lanceur, lance la balle à un joueur qui se tient derrière le marbre, en position de receveur. Ce protocole a lieu en clôture des événements d'avant-match, afin d'ouvrir officiellement la partie. L'invité peut être une personnalité historique du baseball, mais également un sportif toute discipline confondue, un artiste, un militaire ou une personnalité politique. 
Depuis 1910, le président des États-Unis se prête au jeu. On parle alors de lancer présidentiel.

## Lancer présidentiel
William Howard Taft, 27e président des États-Unis, est le premier des présidents américains à effectuer un lancer protocolaire. Il a lieu lors des cérémonies d'ouverture de la saison, au National Park, en 1910 ou 1911. Le lancer s'effectue des tribunes. 
Chacun des présidents américains a depuis effectué au cours de son mandat au moins un lancer protocolaire.

## Pires lancers
Étant donné que les lancers peuvent être singulièrement mauvais lorsqu'ils sont effectués par des non-professionnels du baseball, le lancer protocolaire peut être sujet à plaisanterie et raillerie dans les médias lorsque celui-ci s'avère particulièrement catastrophique ; il n'est ainsi pas rare que ceux-ci s'en fassent l'écho, et magazines, journaux ou sites internet vont parfois jusqu'à effectuer un classement des pires premiers lancers de l'histoire du baseball,,.
Sont souvent répertoriés parmi les lancers protocolaires les plus catastrophiques de l'histoire du baseball le lancer de l'athlète Carl Lewis au Safeco Field de Seattle en 2003, de la chanteuse Mariah Carey au Tokyo Dome en 2008, ou encore celui du maire de Cincinnati Mark Mallory en 2007.